# 돈스코이 (고양이)
돈스코이(영어: Donskoy cat)는 러시아 출신의 털이 없는 고양이 품종이다. 이것은 케라틴 71 유전자의 열성 돌연변이로 인해 털이 없는 스핑크스 고양이와는 관련이 없다. 돈스코이의 털빠짐은 우성 돌연변이에 의해 발생한다.

## 역사
이 종은 1987년 고양이 사육사 엘레나 코발레바가 러시아 로스토프나도누 시에서 털이 없는 고양이를 발견하면서 시작되었다. 그녀는 바바라라는 이름을 가진 고양이를 구해냈다. 생후 약 4개월이 되었을 때, 고양이는 털이 빠지기 시작했다. 바바라는 지역 수코양이와 교배하여 새끼 고양이를 낳았다. 이 새끼 고양이는 돈스코이 품종의 유래이며 나중에 유러피안 쇼트헤어 고양이와 교배되었다.
돈스코이는 1997년 세계 고양이 연맹(WCF)과 2005년 국제 고양이 협회(TICA)에 의해 처음으로 공식적으로 인정되었다. 기준에 따르면 고양이는 중간 크기에 근육질이며 큰 귀와 아몬드 모양의 눈, 길고 물갈퀴가 있는 독특한 발가락을 가지고 있다. 털은 없지만 털을 자주 손질해야 하며, 과도한 목욕은 피부를 매우 기름지게 만들 수 있다.
피터볼드 품종은 원래 돈스코이와 오리엔탈 쇼트헤어를 교배시켜 만들어냈다. 그러나 돈스코이의 우성인 털이 없는 돌연변이의 영향으로 2000년 이후로 돈스코이와 피터볼드의 교배는 더 이상 허용되지 않는다.

## 건강
모든 고양이 등록 기관이 돈스코이를 인정하는 것은 아니며 품종의 유전적 건강에 대한 우려가 있다. 털이 없는 우성 유전자 돌연변이는 고양이 외배엽 이형성을 유발하여 치아가 좋지 않고 젖을 먹이거나 땀을 흘리는 능력을 손상시키는 문제를 일으킬 수 있다. 이렇게 우성 돌연변이가 털이 없도록 만들어 우성 유형의 털이 없는 고양이의 증상은 털이 희박하거나 없는 결과를 낳는 인간 외배엽 형성이상의 증상과 유사하다.

## 같이 보기
- 고양이의 품종 목록
- 스핑크스 (고양이)